# Departamento de Isla de Pascua
El departamento de Isla de Pascua fue uno de los departamentos que integró la antigua provincia de Valparaíso antes de la regionalización de 1974. Recibió el nombre de Isla de Pascua y comprendió los territorios de esa isla y la de Salas y Gómez.

## Historia
El departamento de Isla de Pascua fue creado mediante la ley 16.441, del presidente Eduardo Frei Montalva, y fue publicada en el Diario Oficial de la República de Chile el 1 de marzo de 1966. La normativa indicaba que su capital sería Hanga Roa y que comprendería el territorio de la Isla de Pascua y la Isla Salas y Gómez. Sólo fue compuesto por una comuna-subdelegación, Isla de Pascua, conformada por tres distritos.
Se indicó que el departamento, para efectos de las elecciones de diputados, integraría la circunscripción departamental de Valparaíso y Quillota. Al crearse la comuna de Isla de Pascua, se dispuso la instalación de una municipalidad integrada por siete regidores; la primera municipalidad fue nombrada por el presidente de la República, y desempeñó funciones hasta mayo de 1967, cuando asumieron sus funciones los regidores electos en abril del mismo año. También se creó un Juzgado de Letras de Mayor Cuantía que además tenía competencia en materias de policía local y de los jueces de distrito y de subdelegación.

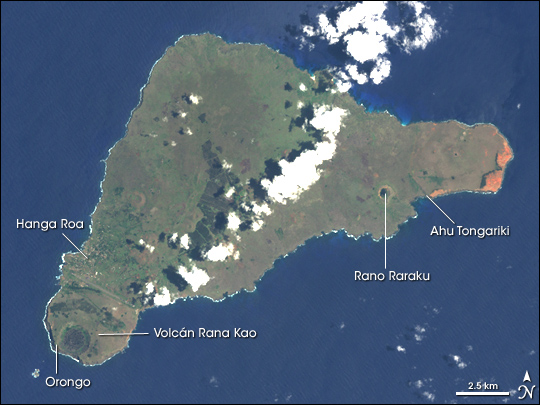
Vista aérea de la isla de Pascua
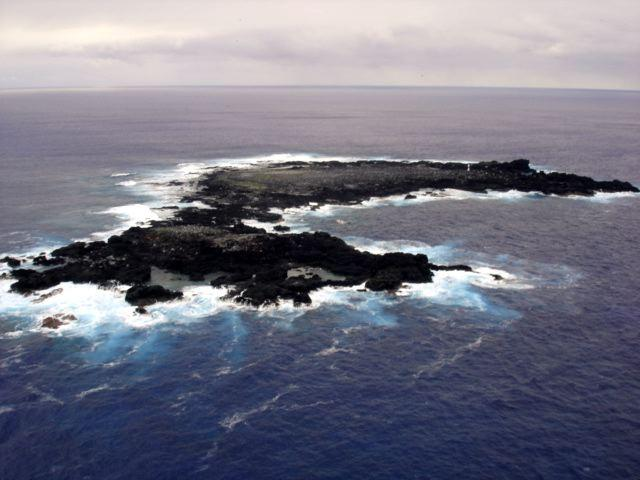
La isla Salas y Gómez está deshabitada.

## Administración
La administración estaba en Hanga Roa, en donde se encontraba la gobernación departamental.

### Gobernadores
| Gobernador               | Partido | Período                                             | Presidente            |
| ------------------------ | ------- | --------------------------------------------------- | --------------------- |
| Enrique Rogers Sotomayor | PDC     | 16 de agosto de 1966 - 1968                         | Eduardo Frei Montalva |
| Fernando Silva Molina    | PDC     | 1968 - 1970                                         | Eduardo Frei Montalva |
| Guillermo Blanco B.      |         | 1970 - 1972                                         | Salvador Allende      |
| Moisés Sudy Castro       | Ind.    | 1972 - 13 de septiembre de 1973                     | Salvador Allende      |
| Carlos Bastías Alvarado  | Ind.    | 13 de septiembre de 1973 - 25 de septiembre de 1973 | Augusto Pinochet      |
| Omar Fuenzalida Tobar    | Ind.    | 25 de septiembre de 1973 - 3 de agosto de 1974      | Augusto Pinochet      |
| Giuseppe Arru Domínguez  | Ind.    | 3 de agosto de 1974 - 23 de febrero de 1975         | Augusto Pinochet      |
| Arnt Arentsen Pettersen  | Ind.    | 23 de febrero de 1975 - 1 de enero de 1976          | Augusto Pinochet      |